# Shin Vision
Shin Vision S.r.l. era una società con sede operativa a Bologna e sede legale a Roma, operante nel settore dell'editoria italiana di anime e manga, nonché nei settori merchandising, film/live action, cartoni animati non giapponesi e musicale. Costituita il 20 settembre 2002, è stata dichiarata fallita dal Tribunale di Roma il 7 maggio 2008.

## Storia
Shin Vision nacque in seguito alle divergenze di visioni tra Federico Colpi e Francesco Di Sanzo, entrambi personaggi chiave del preesistente editore Dynamic Italia. Di Sanzo abbandonò la società e, assieme a tutto lo staff Dynamic, fondò Shin Vision le cui attività iniziarono il 20 settembre 2002. In seguito, Dynamic Italia cambiò nome in Dynit e Federico Colpi tornò alla direzione di d/visual (Dynamic Planning).
Col tempo Shin Vision acquisì un discreto numero di licenze e realizzò diversi prodotti commercializzati attraverso Pan Distribuzioni, Mondo Home Entertainment e DNC, annoverando tra i suoi clienti MTV, GXT, De Agostini, Mediaset e Rai 2. Nella primavera del 2007, tuttavia, dopo aver rallentato drasticamente il ritmo delle uscite ed interrotto la pubblicazione di diverse serie, tra cui RahXephon, Wolf's Rain e Gundam Wing, strinse un accordo per la distribuzione esclusiva dei suoi prodotti video con EXA Media, riprendendo lentamente a pubblicare alcuni titoli, tra cui gli OAV di Space Pirate Captain Herlock - The Endless Odyssey.
Nell'ottobre 2007 il suo intero catalogo di licenze venne rilevato dalla EXA Cinema, divisione di EXA Media, che iniziò a pubblicarlo direttamente con il marchio Fool Frame; pochi mesi dopo Shin Vision fallì.

## Pubblicazioni

### Anime
- Abenobashi - Il quartiere commerciale di magia (serie TV)
- All'arrembaggio! (serie TV, interrotta dopo 6 vol. in versione deluxe)
- Space Pirate Captain Herlock - The Endless Odyssey (OAV, con marchio EXA/Shin Vision)
- Card Captor Sakura - The Movie (film)
- Charlotte (serie TV: Shin Vision realizza e distribuisce un ridoppiaggio ma non lo pubblica)
- Cinderella Boy (serie TV)
- Cowboy Bebop (serie TV)
- Full Metal Panic! (serie TV)
- Full Metal Panic? Fumoffu (serie TV, interrotta dopo 5 vol.)
- Gundam Wing (serie TV, interrotta dopo 6 vol.)
- Hunter × Hunter (serie TV, interrotta dopo 10 vol.)
- Initial D (serie TV, interrotta dopo 3 vol.)
- I Wish You Were Here (OAV)
- Ken il guerriero - La trilogia (OAV)
- Kenshin il vagabondo - Capitolo del tempo (OAV)
- Last Exile (serie TV)
- Lost Universe (serie TV)
- Lupin III - Bye Bye Liberty: Scoppia la crisi! (special TV)
- Lupin III - Le profezie di Nostradamus (film)
- Lupin III - 1$ Money Wars (special TV)
- Lupin III - L'amore da capo: Fujiko's Unlucky Days (special TV)
- Lupin III - Tokyo Crisis: Memories of Blaze (special TV)
- Najica Blitz Tactics (serie TV)
- Night Warriors: Darkstalkers' Revenge (OAV)
- Patlabor: The Movie (film)
- Patlabor 2: The Movie (film)
- Pretty Soldier Sailor Moon R: The Movie (film)
- RahXephon (serie TV, interrotta dopo 2 vol.)
- Remy la bambina senza famiglia (serie TV)
- Slayers (serie TV, interrotta dopo 5 vol.)
- Trigun (serie TV)
- Violence Jack (OAV)
- Wolf's Rain (serie TV)

### Live action e altro
- Azumi (film live action)
- Bichunmoo - L'arte del segreto celeste (film live action)
- Il Museo Egizio del Cairo (documentario)
- La leggenda del lago maledetto (film live action)
- SpongeBob (serie TV animata)
- Volcano High (film live action)

### Manga
- BR II - Blitz Royale
- Gunslinger Girl (serie interrotta al secondo volume)
- Pilgrim Jäger (serie interrotta al terzo volume)
- Rai (serie interrotta al nono volume)
- The Calling
- Wolf's Rain

### Cataloghi
- Catalogo 2006